# Ла-176
Ла-176 — советский одноместный истребитель разработки ОКБ-301. Все работы по нему были прекращены после гибели экспериментальной машины. Ла-176 вошёл в историю как первый советский самолёт, преодолевший звуковой барьер.
Ла-176 это высокоплан со стреловидным крылом(угол стреловидности — 45°). Шасси убиралось в фюзеляж, горизонтальное оперение располагалось в верхней части киля. Ла-176 был вооружен тремя пушками: одной Н-37 и двумя Н-23. Летные испытания начались с сентября 1948 года. В процессе испытаний 26 декабря 1948 года впервые была достигнута скорость звука при полете со снижением и выходе в горизонтальный полет. На Ла-176 с двигателем ВК-1 была показана скорость при полете со снижением, соответствующая М=1,02. Ла-176 был промежуточной ступенью в процессе отработки сверхзвукового истребителя. В дальнейшем в ОКБ Лавочкина были разработаны сверхзвуковые Ла-190 и Ла-200

## История
В Ла-176 соединились фюзеляж от Ла-168 и новое крыло стреловидностью 45 градусов. Изначально на Ла-176 установили ТРД РД-45Ф тягой 22,24 кН, именно в таком виде самолёт ушёл в первый полёт.

Вскоре на самолёт установили ТРД ВК-1 тягой 26,47 кН, как и на МиГ-15. 26 декабря 1948 года Ла-176 с РД-12 превысил в пологом пикировании скорость звука.
Дальнейшие лётные испытания подтвердили высокие скоростные качества самолёта, была достигнута максимальная скорость 1105 км/ч. Экспериментальная машина погибла в катастрофе.

## Лётно-технические характеристики
Источник данных: «Уголок неба»

Технические характеристики
- Экипаж: 1 чел.
- Длина: 10,97 м
- Размах крыла: 8,59 м
- Высота:
- Площадь крыла: 18,26 м²
- Масса пустого: 3111 кг
- Максимальная взлётная масса: 4637 кг
- Силовая установка: 1 × ТРД ВК-1
- Тяга: 1 × 2700 кгс

Лётные характеристики
- Максимальная скорость: 1105 км/ч
- Крейсерская скорость: 865 км/ч
- Практическая дальность: 1000 км
- Практический потолок: 15000 м
- Скороподъёмность: 2780 м/мин

Вооружение
- Стрелково-пушечное: одна 37-мм пушка НС-37 (с боекомплектом 45 снарядов) и две 23-мм пушки НС-23 (с боекомплектом по 100 снарядов)